# Dommage (échecs)
Pour les articles homonymes, voir Dommage.
Dommage est un terme du problèmes d'échecs. Par exemple, le fait qu'une pièce occupe (rejet) ou évacue (écart) une case peut être un dommage (dommage spatial). Les obstructions et déviations sont fréquentes dans le problème stratégique. Le thème Plachutta (en 4 coups) donne un exemple de dommages en plus de deux coups :
|   | a | b | c | d | e | f | g | h |   |
| 8 | Fou blanc sur case noire d8 · Tour noire sur case blanche g8 · Tour noire sur case blanche h7 · Cavalier noir sur case blanche a6 · Pion noir sur case blanche e6 · Fou noir sur case noire f6 · Pion blanc sur case noire c5 · Roi noir sur case noire e5 · Roi blanc sur case blanche c4 · Pion blanc sur case blanche e4 · Pion noir sur case noire c3 · Pion blanc sur case blanche d3 · Dame blanche sur case blanche d1 · Tour blanche sur case noire g1 | Fou blanc sur case noire d8 · Tour noire sur case blanche g8 · Tour noire sur case blanche h7 · Cavalier noir sur case blanche a6 · Pion noir sur case blanche e6 · Fou noir sur case noire f6 · Pion blanc sur case noire c5 · Roi noir sur case noire e5 · Roi blanc sur case blanche c4 · Pion blanc sur case blanche e4 · Pion noir sur case noire c3 · Pion blanc sur case blanche d3 · Dame blanche sur case blanche d1 · Tour blanche sur case noire g1 | Fou blanc sur case noire d8 · Tour noire sur case blanche g8 · Tour noire sur case blanche h7 · Cavalier noir sur case blanche a6 · Pion noir sur case blanche e6 · Fou noir sur case noire f6 · Pion blanc sur case noire c5 · Roi noir sur case noire e5 · Roi blanc sur case blanche c4 · Pion blanc sur case blanche e4 · Pion noir sur case noire c3 · Pion blanc sur case blanche d3 · Dame blanche sur case blanche d1 · Tour blanche sur case noire g1 | Fou blanc sur case noire d8 · Tour noire sur case blanche g8 · Tour noire sur case blanche h7 · Cavalier noir sur case blanche a6 · Pion noir sur case blanche e6 · Fou noir sur case noire f6 · Pion blanc sur case noire c5 · Roi noir sur case noire e5 · Roi blanc sur case blanche c4 · Pion blanc sur case blanche e4 · Pion noir sur case noire c3 · Pion blanc sur case blanche d3 · Dame blanche sur case blanche d1 · Tour blanche sur case noire g1 | Fou blanc sur case noire d8 · Tour noire sur case blanche g8 · Tour noire sur case blanche h7 · Cavalier noir sur case blanche a6 · Pion noir sur case blanche e6 · Fou noir sur case noire f6 · Pion blanc sur case noire c5 · Roi noir sur case noire e5 · Roi blanc sur case blanche c4 · Pion blanc sur case blanche e4 · Pion noir sur case noire c3 · Pion blanc sur case blanche d3 · Dame blanche sur case blanche d1 · Tour blanche sur case noire g1 | Fou blanc sur case noire d8 · Tour noire sur case blanche g8 · Tour noire sur case blanche h7 · Cavalier noir sur case blanche a6 · Pion noir sur case blanche e6 · Fou noir sur case noire f6 · Pion blanc sur case noire c5 · Roi noir sur case noire e5 · Roi blanc sur case blanche c4 · Pion blanc sur case blanche e4 · Pion noir sur case noire c3 · Pion blanc sur case blanche d3 · Dame blanche sur case blanche d1 · Tour blanche sur case noire g1 | Fou blanc sur case noire d8 · Tour noire sur case blanche g8 · Tour noire sur case blanche h7 · Cavalier noir sur case blanche a6 · Pion noir sur case blanche e6 · Fou noir sur case noire f6 · Pion blanc sur case noire c5 · Roi noir sur case noire e5 · Roi blanc sur case blanche c4 · Pion blanc sur case blanche e4 · Pion noir sur case noire c3 · Pion blanc sur case blanche d3 · Dame blanche sur case blanche d1 · Tour blanche sur case noire g1 | Fou blanc sur case noire d8 · Tour noire sur case blanche g8 · Tour noire sur case blanche h7 · Cavalier noir sur case blanche a6 · Pion noir sur case blanche e6 · Fou noir sur case noire f6 · Pion blanc sur case noire c5 · Roi noir sur case noire e5 · Roi blanc sur case blanche c4 · Pion blanc sur case blanche e4 · Pion noir sur case noire c3 · Pion blanc sur case blanche d3 · Dame blanche sur case blanche d1 · Tour blanche sur case noire g1 | 8 |
| 7 | Fou blanc sur case noire d8 · Tour noire sur case blanche g8 · Tour noire sur case blanche h7 · Cavalier noir sur case blanche a6 · Pion noir sur case blanche e6 · Fou noir sur case noire f6 · Pion blanc sur case noire c5 · Roi noir sur case noire e5 · Roi blanc sur case blanche c4 · Pion blanc sur case blanche e4 · Pion noir sur case noire c3 · Pion blanc sur case blanche d3 · Dame blanche sur case blanche d1 · Tour blanche sur case noire g1 | Fou blanc sur case noire d8 · Tour noire sur case blanche g8 · Tour noire sur case blanche h7 · Cavalier noir sur case blanche a6 · Pion noir sur case blanche e6 · Fou noir sur case noire f6 · Pion blanc sur case noire c5 · Roi noir sur case noire e5 · Roi blanc sur case blanche c4 · Pion blanc sur case blanche e4 · Pion noir sur case noire c3 · Pion blanc sur case blanche d3 · Dame blanche sur case blanche d1 · Tour blanche sur case noire g1 | Fou blanc sur case noire d8 · Tour noire sur case blanche g8 · Tour noire sur case blanche h7 · Cavalier noir sur case blanche a6 · Pion noir sur case blanche e6 · Fou noir sur case noire f6 · Pion blanc sur case noire c5 · Roi noir sur case noire e5 · Roi blanc sur case blanche c4 · Pion blanc sur case blanche e4 · Pion noir sur case noire c3 · Pion blanc sur case blanche d3 · Dame blanche sur case blanche d1 · Tour blanche sur case noire g1 | Fou blanc sur case noire d8 · Tour noire sur case blanche g8 · Tour noire sur case blanche h7 · Cavalier noir sur case blanche a6 · Pion noir sur case blanche e6 · Fou noir sur case noire f6 · Pion blanc sur case noire c5 · Roi noir sur case noire e5 · Roi blanc sur case blanche c4 · Pion blanc sur case blanche e4 · Pion noir sur case noire c3 · Pion blanc sur case blanche d3 · Dame blanche sur case blanche d1 · Tour blanche sur case noire g1 | Fou blanc sur case noire d8 · Tour noire sur case blanche g8 · Tour noire sur case blanche h7 · Cavalier noir sur case blanche a6 · Pion noir sur case blanche e6 · Fou noir sur case noire f6 · Pion blanc sur case noire c5 · Roi noir sur case noire e5 · Roi blanc sur case blanche c4 · Pion blanc sur case blanche e4 · Pion noir sur case noire c3 · Pion blanc sur case blanche d3 · Dame blanche sur case blanche d1 · Tour blanche sur case noire g1 | Fou blanc sur case noire d8 · Tour noire sur case blanche g8 · Tour noire sur case blanche h7 · Cavalier noir sur case blanche a6 · Pion noir sur case blanche e6 · Fou noir sur case noire f6 · Pion blanc sur case noire c5 · Roi noir sur case noire e5 · Roi blanc sur case blanche c4 · Pion blanc sur case blanche e4 · Pion noir sur case noire c3 · Pion blanc sur case blanche d3 · Dame blanche sur case blanche d1 · Tour blanche sur case noire g1 | Fou blanc sur case noire d8 · Tour noire sur case blanche g8 · Tour noire sur case blanche h7 · Cavalier noir sur case blanche a6 · Pion noir sur case blanche e6 · Fou noir sur case noire f6 · Pion blanc sur case noire c5 · Roi noir sur case noire e5 · Roi blanc sur case blanche c4 · Pion blanc sur case blanche e4 · Pion noir sur case noire c3 · Pion blanc sur case blanche d3 · Dame blanche sur case blanche d1 · Tour blanche sur case noire g1 | Fou blanc sur case noire d8 · Tour noire sur case blanche g8 · Tour noire sur case blanche h7 · Cavalier noir sur case blanche a6 · Pion noir sur case blanche e6 · Fou noir sur case noire f6 · Pion blanc sur case noire c5 · Roi noir sur case noire e5 · Roi blanc sur case blanche c4 · Pion blanc sur case blanche e4 · Pion noir sur case noire c3 · Pion blanc sur case blanche d3 · Dame blanche sur case blanche d1 · Tour blanche sur case noire g1 | 7 |
| 6 | Fou blanc sur case noire d8 · Tour noire sur case blanche g8 · Tour noire sur case blanche h7 · Cavalier noir sur case blanche a6 · Pion noir sur case blanche e6 · Fou noir sur case noire f6 · Pion blanc sur case noire c5 · Roi noir sur case noire e5 · Roi blanc sur case blanche c4 · Pion blanc sur case blanche e4 · Pion noir sur case noire c3 · Pion blanc sur case blanche d3 · Dame blanche sur case blanche d1 · Tour blanche sur case noire g1 | Fou blanc sur case noire d8 · Tour noire sur case blanche g8 · Tour noire sur case blanche h7 · Cavalier noir sur case blanche a6 · Pion noir sur case blanche e6 · Fou noir sur case noire f6 · Pion blanc sur case noire c5 · Roi noir sur case noire e5 · Roi blanc sur case blanche c4 · Pion blanc sur case blanche e4 · Pion noir sur case noire c3 · Pion blanc sur case blanche d3 · Dame blanche sur case blanche d1 · Tour blanche sur case noire g1 | Fou blanc sur case noire d8 · Tour noire sur case blanche g8 · Tour noire sur case blanche h7 · Cavalier noir sur case blanche a6 · Pion noir sur case blanche e6 · Fou noir sur case noire f6 · Pion blanc sur case noire c5 · Roi noir sur case noire e5 · Roi blanc sur case blanche c4 · Pion blanc sur case blanche e4 · Pion noir sur case noire c3 · Pion blanc sur case blanche d3 · Dame blanche sur case blanche d1 · Tour blanche sur case noire g1 | Fou blanc sur case noire d8 · Tour noire sur case blanche g8 · Tour noire sur case blanche h7 · Cavalier noir sur case blanche a6 · Pion noir sur case blanche e6 · Fou noir sur case noire f6 · Pion blanc sur case noire c5 · Roi noir sur case noire e5 · Roi blanc sur case blanche c4 · Pion blanc sur case blanche e4 · Pion noir sur case noire c3 · Pion blanc sur case blanche d3 · Dame blanche sur case blanche d1 · Tour blanche sur case noire g1 | Fou blanc sur case noire d8 · Tour noire sur case blanche g8 · Tour noire sur case blanche h7 · Cavalier noir sur case blanche a6 · Pion noir sur case blanche e6 · Fou noir sur case noire f6 · Pion blanc sur case noire c5 · Roi noir sur case noire e5 · Roi blanc sur case blanche c4 · Pion blanc sur case blanche e4 · Pion noir sur case noire c3 · Pion blanc sur case blanche d3 · Dame blanche sur case blanche d1 · Tour blanche sur case noire g1 | Fou blanc sur case noire d8 · Tour noire sur case blanche g8 · Tour noire sur case blanche h7 · Cavalier noir sur case blanche a6 · Pion noir sur case blanche e6 · Fou noir sur case noire f6 · Pion blanc sur case noire c5 · Roi noir sur case noire e5 · Roi blanc sur case blanche c4 · Pion blanc sur case blanche e4 · Pion noir sur case noire c3 · Pion blanc sur case blanche d3 · Dame blanche sur case blanche d1 · Tour blanche sur case noire g1 | Fou blanc sur case noire d8 · Tour noire sur case blanche g8 · Tour noire sur case blanche h7 · Cavalier noir sur case blanche a6 · Pion noir sur case blanche e6 · Fou noir sur case noire f6 · Pion blanc sur case noire c5 · Roi noir sur case noire e5 · Roi blanc sur case blanche c4 · Pion blanc sur case blanche e4 · Pion noir sur case noire c3 · Pion blanc sur case blanche d3 · Dame blanche sur case blanche d1 · Tour blanche sur case noire g1 | Fou blanc sur case noire d8 · Tour noire sur case blanche g8 · Tour noire sur case blanche h7 · Cavalier noir sur case blanche a6 · Pion noir sur case blanche e6 · Fou noir sur case noire f6 · Pion blanc sur case noire c5 · Roi noir sur case noire e5 · Roi blanc sur case blanche c4 · Pion blanc sur case blanche e4 · Pion noir sur case noire c3 · Pion blanc sur case blanche d3 · Dame blanche sur case blanche d1 · Tour blanche sur case noire g1 | 6 |
| 5 | Fou blanc sur case noire d8 · Tour noire sur case blanche g8 · Tour noire sur case blanche h7 · Cavalier noir sur case blanche a6 · Pion noir sur case blanche e6 · Fou noir sur case noire f6 · Pion blanc sur case noire c5 · Roi noir sur case noire e5 · Roi blanc sur case blanche c4 · Pion blanc sur case blanche e4 · Pion noir sur case noire c3 · Pion blanc sur case blanche d3 · Dame blanche sur case blanche d1 · Tour blanche sur case noire g1 | Fou blanc sur case noire d8 · Tour noire sur case blanche g8 · Tour noire sur case blanche h7 · Cavalier noir sur case blanche a6 · Pion noir sur case blanche e6 · Fou noir sur case noire f6 · Pion blanc sur case noire c5 · Roi noir sur case noire e5 · Roi blanc sur case blanche c4 · Pion blanc sur case blanche e4 · Pion noir sur case noire c3 · Pion blanc sur case blanche d3 · Dame blanche sur case blanche d1 · Tour blanche sur case noire g1 | Fou blanc sur case noire d8 · Tour noire sur case blanche g8 · Tour noire sur case blanche h7 · Cavalier noir sur case blanche a6 · Pion noir sur case blanche e6 · Fou noir sur case noire f6 · Pion blanc sur case noire c5 · Roi noir sur case noire e5 · Roi blanc sur case blanche c4 · Pion blanc sur case blanche e4 · Pion noir sur case noire c3 · Pion blanc sur case blanche d3 · Dame blanche sur case blanche d1 · Tour blanche sur case noire g1 | Fou blanc sur case noire d8 · Tour noire sur case blanche g8 · Tour noire sur case blanche h7 · Cavalier noir sur case blanche a6 · Pion noir sur case blanche e6 · Fou noir sur case noire f6 · Pion blanc sur case noire c5 · Roi noir sur case noire e5 · Roi blanc sur case blanche c4 · Pion blanc sur case blanche e4 · Pion noir sur case noire c3 · Pion blanc sur case blanche d3 · Dame blanche sur case blanche d1 · Tour blanche sur case noire g1 | Fou blanc sur case noire d8 · Tour noire sur case blanche g8 · Tour noire sur case blanche h7 · Cavalier noir sur case blanche a6 · Pion noir sur case blanche e6 · Fou noir sur case noire f6 · Pion blanc sur case noire c5 · Roi noir sur case noire e5 · Roi blanc sur case blanche c4 · Pion blanc sur case blanche e4 · Pion noir sur case noire c3 · Pion blanc sur case blanche d3 · Dame blanche sur case blanche d1 · Tour blanche sur case noire g1 | Fou blanc sur case noire d8 · Tour noire sur case blanche g8 · Tour noire sur case blanche h7 · Cavalier noir sur case blanche a6 · Pion noir sur case blanche e6 · Fou noir sur case noire f6 · Pion blanc sur case noire c5 · Roi noir sur case noire e5 · Roi blanc sur case blanche c4 · Pion blanc sur case blanche e4 · Pion noir sur case noire c3 · Pion blanc sur case blanche d3 · Dame blanche sur case blanche d1 · Tour blanche sur case noire g1 | Fou blanc sur case noire d8 · Tour noire sur case blanche g8 · Tour noire sur case blanche h7 · Cavalier noir sur case blanche a6 · Pion noir sur case blanche e6 · Fou noir sur case noire f6 · Pion blanc sur case noire c5 · Roi noir sur case noire e5 · Roi blanc sur case blanche c4 · Pion blanc sur case blanche e4 · Pion noir sur case noire c3 · Pion blanc sur case blanche d3 · Dame blanche sur case blanche d1 · Tour blanche sur case noire g1 | Fou blanc sur case noire d8 · Tour noire sur case blanche g8 · Tour noire sur case blanche h7 · Cavalier noir sur case blanche a6 · Pion noir sur case blanche e6 · Fou noir sur case noire f6 · Pion blanc sur case noire c5 · Roi noir sur case noire e5 · Roi blanc sur case blanche c4 · Pion blanc sur case blanche e4 · Pion noir sur case noire c3 · Pion blanc sur case blanche d3 · Dame blanche sur case blanche d1 · Tour blanche sur case noire g1 | 5 |
| 4 | Fou blanc sur case noire d8 · Tour noire sur case blanche g8 · Tour noire sur case blanche h7 · Cavalier noir sur case blanche a6 · Pion noir sur case blanche e6 · Fou noir sur case noire f6 · Pion blanc sur case noire c5 · Roi noir sur case noire e5 · Roi blanc sur case blanche c4 · Pion blanc sur case blanche e4 · Pion noir sur case noire c3 · Pion blanc sur case blanche d3 · Dame blanche sur case blanche d1 · Tour blanche sur case noire g1 | Fou blanc sur case noire d8 · Tour noire sur case blanche g8 · Tour noire sur case blanche h7 · Cavalier noir sur case blanche a6 · Pion noir sur case blanche e6 · Fou noir sur case noire f6 · Pion blanc sur case noire c5 · Roi noir sur case noire e5 · Roi blanc sur case blanche c4 · Pion blanc sur case blanche e4 · Pion noir sur case noire c3 · Pion blanc sur case blanche d3 · Dame blanche sur case blanche d1 · Tour blanche sur case noire g1 | Fou blanc sur case noire d8 · Tour noire sur case blanche g8 · Tour noire sur case blanche h7 · Cavalier noir sur case blanche a6 · Pion noir sur case blanche e6 · Fou noir sur case noire f6 · Pion blanc sur case noire c5 · Roi noir sur case noire e5 · Roi blanc sur case blanche c4 · Pion blanc sur case blanche e4 · Pion noir sur case noire c3 · Pion blanc sur case blanche d3 · Dame blanche sur case blanche d1 · Tour blanche sur case noire g1 | Fou blanc sur case noire d8 · Tour noire sur case blanche g8 · Tour noire sur case blanche h7 · Cavalier noir sur case blanche a6 · Pion noir sur case blanche e6 · Fou noir sur case noire f6 · Pion blanc sur case noire c5 · Roi noir sur case noire e5 · Roi blanc sur case blanche c4 · Pion blanc sur case blanche e4 · Pion noir sur case noire c3 · Pion blanc sur case blanche d3 · Dame blanche sur case blanche d1 · Tour blanche sur case noire g1 | Fou blanc sur case noire d8 · Tour noire sur case blanche g8 · Tour noire sur case blanche h7 · Cavalier noir sur case blanche a6 · Pion noir sur case blanche e6 · Fou noir sur case noire f6 · Pion blanc sur case noire c5 · Roi noir sur case noire e5 · Roi blanc sur case blanche c4 · Pion blanc sur case blanche e4 · Pion noir sur case noire c3 · Pion blanc sur case blanche d3 · Dame blanche sur case blanche d1 · Tour blanche sur case noire g1 | Fou blanc sur case noire d8 · Tour noire sur case blanche g8 · Tour noire sur case blanche h7 · Cavalier noir sur case blanche a6 · Pion noir sur case blanche e6 · Fou noir sur case noire f6 · Pion blanc sur case noire c5 · Roi noir sur case noire e5 · Roi blanc sur case blanche c4 · Pion blanc sur case blanche e4 · Pion noir sur case noire c3 · Pion blanc sur case blanche d3 · Dame blanche sur case blanche d1 · Tour blanche sur case noire g1 | Fou blanc sur case noire d8 · Tour noire sur case blanche g8 · Tour noire sur case blanche h7 · Cavalier noir sur case blanche a6 · Pion noir sur case blanche e6 · Fou noir sur case noire f6 · Pion blanc sur case noire c5 · Roi noir sur case noire e5 · Roi blanc sur case blanche c4 · Pion blanc sur case blanche e4 · Pion noir sur case noire c3 · Pion blanc sur case blanche d3 · Dame blanche sur case blanche d1 · Tour blanche sur case noire g1 | Fou blanc sur case noire d8 · Tour noire sur case blanche g8 · Tour noire sur case blanche h7 · Cavalier noir sur case blanche a6 · Pion noir sur case blanche e6 · Fou noir sur case noire f6 · Pion blanc sur case noire c5 · Roi noir sur case noire e5 · Roi blanc sur case blanche c4 · Pion blanc sur case blanche e4 · Pion noir sur case noire c3 · Pion blanc sur case blanche d3 · Dame blanche sur case blanche d1 · Tour blanche sur case noire g1 | 4 |
| 3 | Fou blanc sur case noire d8 · Tour noire sur case blanche g8 · Tour noire sur case blanche h7 · Cavalier noir sur case blanche a6 · Pion noir sur case blanche e6 · Fou noir sur case noire f6 · Pion blanc sur case noire c5 · Roi noir sur case noire e5 · Roi blanc sur case blanche c4 · Pion blanc sur case blanche e4 · Pion noir sur case noire c3 · Pion blanc sur case blanche d3 · Dame blanche sur case blanche d1 · Tour blanche sur case noire g1 | Fou blanc sur case noire d8 · Tour noire sur case blanche g8 · Tour noire sur case blanche h7 · Cavalier noir sur case blanche a6 · Pion noir sur case blanche e6 · Fou noir sur case noire f6 · Pion blanc sur case noire c5 · Roi noir sur case noire e5 · Roi blanc sur case blanche c4 · Pion blanc sur case blanche e4 · Pion noir sur case noire c3 · Pion blanc sur case blanche d3 · Dame blanche sur case blanche d1 · Tour blanche sur case noire g1 | Fou blanc sur case noire d8 · Tour noire sur case blanche g8 · Tour noire sur case blanche h7 · Cavalier noir sur case blanche a6 · Pion noir sur case blanche e6 · Fou noir sur case noire f6 · Pion blanc sur case noire c5 · Roi noir sur case noire e5 · Roi blanc sur case blanche c4 · Pion blanc sur case blanche e4 · Pion noir sur case noire c3 · Pion blanc sur case blanche d3 · Dame blanche sur case blanche d1 · Tour blanche sur case noire g1 | Fou blanc sur case noire d8 · Tour noire sur case blanche g8 · Tour noire sur case blanche h7 · Cavalier noir sur case blanche a6 · Pion noir sur case blanche e6 · Fou noir sur case noire f6 · Pion blanc sur case noire c5 · Roi noir sur case noire e5 · Roi blanc sur case blanche c4 · Pion blanc sur case blanche e4 · Pion noir sur case noire c3 · Pion blanc sur case blanche d3 · Dame blanche sur case blanche d1 · Tour blanche sur case noire g1 | Fou blanc sur case noire d8 · Tour noire sur case blanche g8 · Tour noire sur case blanche h7 · Cavalier noir sur case blanche a6 · Pion noir sur case blanche e6 · Fou noir sur case noire f6 · Pion blanc sur case noire c5 · Roi noir sur case noire e5 · Roi blanc sur case blanche c4 · Pion blanc sur case blanche e4 · Pion noir sur case noire c3 · Pion blanc sur case blanche d3 · Dame blanche sur case blanche d1 · Tour blanche sur case noire g1 | Fou blanc sur case noire d8 · Tour noire sur case blanche g8 · Tour noire sur case blanche h7 · Cavalier noir sur case blanche a6 · Pion noir sur case blanche e6 · Fou noir sur case noire f6 · Pion blanc sur case noire c5 · Roi noir sur case noire e5 · Roi blanc sur case blanche c4 · Pion blanc sur case blanche e4 · Pion noir sur case noire c3 · Pion blanc sur case blanche d3 · Dame blanche sur case blanche d1 · Tour blanche sur case noire g1 | Fou blanc sur case noire d8 · Tour noire sur case blanche g8 · Tour noire sur case blanche h7 · Cavalier noir sur case blanche a6 · Pion noir sur case blanche e6 · Fou noir sur case noire f6 · Pion blanc sur case noire c5 · Roi noir sur case noire e5 · Roi blanc sur case blanche c4 · Pion blanc sur case blanche e4 · Pion noir sur case noire c3 · Pion blanc sur case blanche d3 · Dame blanche sur case blanche d1 · Tour blanche sur case noire g1 | Fou blanc sur case noire d8 · Tour noire sur case blanche g8 · Tour noire sur case blanche h7 · Cavalier noir sur case blanche a6 · Pion noir sur case blanche e6 · Fou noir sur case noire f6 · Pion blanc sur case noire c5 · Roi noir sur case noire e5 · Roi blanc sur case blanche c4 · Pion blanc sur case blanche e4 · Pion noir sur case noire c3 · Pion blanc sur case blanche d3 · Dame blanche sur case blanche d1 · Tour blanche sur case noire g1 | 3 |
| 2 | Fou blanc sur case noire d8 · Tour noire sur case blanche g8 · Tour noire sur case blanche h7 · Cavalier noir sur case blanche a6 · Pion noir sur case blanche e6 · Fou noir sur case noire f6 · Pion blanc sur case noire c5 · Roi noir sur case noire e5 · Roi blanc sur case blanche c4 · Pion blanc sur case blanche e4 · Pion noir sur case noire c3 · Pion blanc sur case blanche d3 · Dame blanche sur case blanche d1 · Tour blanche sur case noire g1 | Fou blanc sur case noire d8 · Tour noire sur case blanche g8 · Tour noire sur case blanche h7 · Cavalier noir sur case blanche a6 · Pion noir sur case blanche e6 · Fou noir sur case noire f6 · Pion blanc sur case noire c5 · Roi noir sur case noire e5 · Roi blanc sur case blanche c4 · Pion blanc sur case blanche e4 · Pion noir sur case noire c3 · Pion blanc sur case blanche d3 · Dame blanche sur case blanche d1 · Tour blanche sur case noire g1 | Fou blanc sur case noire d8 · Tour noire sur case blanche g8 · Tour noire sur case blanche h7 · Cavalier noir sur case blanche a6 · Pion noir sur case blanche e6 · Fou noir sur case noire f6 · Pion blanc sur case noire c5 · Roi noir sur case noire e5 · Roi blanc sur case blanche c4 · Pion blanc sur case blanche e4 · Pion noir sur case noire c3 · Pion blanc sur case blanche d3 · Dame blanche sur case blanche d1 · Tour blanche sur case noire g1 | Fou blanc sur case noire d8 · Tour noire sur case blanche g8 · Tour noire sur case blanche h7 · Cavalier noir sur case blanche a6 · Pion noir sur case blanche e6 · Fou noir sur case noire f6 · Pion blanc sur case noire c5 · Roi noir sur case noire e5 · Roi blanc sur case blanche c4 · Pion blanc sur case blanche e4 · Pion noir sur case noire c3 · Pion blanc sur case blanche d3 · Dame blanche sur case blanche d1 · Tour blanche sur case noire g1 | Fou blanc sur case noire d8 · Tour noire sur case blanche g8 · Tour noire sur case blanche h7 · Cavalier noir sur case blanche a6 · Pion noir sur case blanche e6 · Fou noir sur case noire f6 · Pion blanc sur case noire c5 · Roi noir sur case noire e5 · Roi blanc sur case blanche c4 · Pion blanc sur case blanche e4 · Pion noir sur case noire c3 · Pion blanc sur case blanche d3 · Dame blanche sur case blanche d1 · Tour blanche sur case noire g1 | Fou blanc sur case noire d8 · Tour noire sur case blanche g8 · Tour noire sur case blanche h7 · Cavalier noir sur case blanche a6 · Pion noir sur case blanche e6 · Fou noir sur case noire f6 · Pion blanc sur case noire c5 · Roi noir sur case noire e5 · Roi blanc sur case blanche c4 · Pion blanc sur case blanche e4 · Pion noir sur case noire c3 · Pion blanc sur case blanche d3 · Dame blanche sur case blanche d1 · Tour blanche sur case noire g1 | Fou blanc sur case noire d8 · Tour noire sur case blanche g8 · Tour noire sur case blanche h7 · Cavalier noir sur case blanche a6 · Pion noir sur case blanche e6 · Fou noir sur case noire f6 · Pion blanc sur case noire c5 · Roi noir sur case noire e5 · Roi blanc sur case blanche c4 · Pion blanc sur case blanche e4 · Pion noir sur case noire c3 · Pion blanc sur case blanche d3 · Dame blanche sur case blanche d1 · Tour blanche sur case noire g1 | Fou blanc sur case noire d8 · Tour noire sur case blanche g8 · Tour noire sur case blanche h7 · Cavalier noir sur case blanche a6 · Pion noir sur case blanche e6 · Fou noir sur case noire f6 · Pion blanc sur case noire c5 · Roi noir sur case noire e5 · Roi blanc sur case blanche c4 · Pion blanc sur case blanche e4 · Pion noir sur case noire c3 · Pion blanc sur case blanche d3 · Dame blanche sur case blanche d1 · Tour blanche sur case noire g1 | 2 |
| 1 | Fou blanc sur case noire d8 · Tour noire sur case blanche g8 · Tour noire sur case blanche h7 · Cavalier noir sur case blanche a6 · Pion noir sur case blanche e6 · Fou noir sur case noire f6 · Pion blanc sur case noire c5 · Roi noir sur case noire e5 · Roi blanc sur case blanche c4 · Pion blanc sur case blanche e4 · Pion noir sur case noire c3 · Pion blanc sur case blanche d3 · Dame blanche sur case blanche d1 · Tour blanche sur case noire g1 | Fou blanc sur case noire d8 · Tour noire sur case blanche g8 · Tour noire sur case blanche h7 · Cavalier noir sur case blanche a6 · Pion noir sur case blanche e6 · Fou noir sur case noire f6 · Pion blanc sur case noire c5 · Roi noir sur case noire e5 · Roi blanc sur case blanche c4 · Pion blanc sur case blanche e4 · Pion noir sur case noire c3 · Pion blanc sur case blanche d3 · Dame blanche sur case blanche d1 · Tour blanche sur case noire g1 | Fou blanc sur case noire d8 · Tour noire sur case blanche g8 · Tour noire sur case blanche h7 · Cavalier noir sur case blanche a6 · Pion noir sur case blanche e6 · Fou noir sur case noire f6 · Pion blanc sur case noire c5 · Roi noir sur case noire e5 · Roi blanc sur case blanche c4 · Pion blanc sur case blanche e4 · Pion noir sur case noire c3 · Pion blanc sur case blanche d3 · Dame blanche sur case blanche d1 · Tour blanche sur case noire g1 | Fou blanc sur case noire d8 · Tour noire sur case blanche g8 · Tour noire sur case blanche h7 · Cavalier noir sur case blanche a6 · Pion noir sur case blanche e6 · Fou noir sur case noire f6 · Pion blanc sur case noire c5 · Roi noir sur case noire e5 · Roi blanc sur case blanche c4 · Pion blanc sur case blanche e4 · Pion noir sur case noire c3 · Pion blanc sur case blanche d3 · Dame blanche sur case blanche d1 · Tour blanche sur case noire g1 | Fou blanc sur case noire d8 · Tour noire sur case blanche g8 · Tour noire sur case blanche h7 · Cavalier noir sur case blanche a6 · Pion noir sur case blanche e6 · Fou noir sur case noire f6 · Pion blanc sur case noire c5 · Roi noir sur case noire e5 · Roi blanc sur case blanche c4 · Pion blanc sur case blanche e4 · Pion noir sur case noire c3 · Pion blanc sur case blanche d3 · Dame blanche sur case blanche d1 · Tour blanche sur case noire g1 | Fou blanc sur case noire d8 · Tour noire sur case blanche g8 · Tour noire sur case blanche h7 · Cavalier noir sur case blanche a6 · Pion noir sur case blanche e6 · Fou noir sur case noire f6 · Pion blanc sur case noire c5 · Roi noir sur case noire e5 · Roi blanc sur case blanche c4 · Pion blanc sur case blanche e4 · Pion noir sur case noire c3 · Pion blanc sur case blanche d3 · Dame blanche sur case blanche d1 · Tour blanche sur case noire g1 | Fou blanc sur case noire d8 · Tour noire sur case blanche g8 · Tour noire sur case blanche h7 · Cavalier noir sur case blanche a6 · Pion noir sur case blanche e6 · Fou noir sur case noire f6 · Pion blanc sur case noire c5 · Roi noir sur case noire e5 · Roi blanc sur case blanche c4 · Pion blanc sur case blanche e4 · Pion noir sur case noire c3 · Pion blanc sur case blanche d3 · Dame blanche sur case blanche d1 · Tour blanche sur case noire g1 | Fou blanc sur case noire d8 · Tour noire sur case blanche g8 · Tour noire sur case blanche h7 · Cavalier noir sur case blanche a6 · Pion noir sur case blanche e6 · Fou noir sur case noire f6 · Pion blanc sur case noire c5 · Roi noir sur case noire e5 · Roi blanc sur case blanche c4 · Pion blanc sur case blanche e4 · Pion noir sur case noire c3 · Pion blanc sur case blanche d3 · Dame blanche sur case blanche d1 · Tour blanche sur case noire g1 | 1 |
|   | a | b | c | d | e | f | g | h |   |

1. Df3 (menace 2. Dxf6# ou  2. d4#) Cxc5
 2. Tg7 (menace 3. Dg3# ou 3. Fc7#) ;
 variantes du Thème Plachutta : 2...T8xg7 3. Fc7+ Txc7 4. Dg3# et 2...T7xg7 3. Dg3+ Txg3 4. Fc7# ;
 autres variantes : 2...Rd6 3. e5+ suivi de 4. Fc7# et 2...Cxe4 3. Dxe4+ Rd6 4. Fc7#